# USA:s F5000-mästerskap
USA:s F5000-mästerskap var ett race som var ett formel 5000-mästerskap som arrangerades av Sports Car Club of America (SCCA) mellan 1968 och 1976.

## Historia
SCCA inspirerades av framgångarna för Can-Am-serien och skapade en liknande serie för formelbilar med amerikanska V8-motorer. Mästerskapet var inledningsvis mycket populärt och lockade många av tidens främsta racerförare på bekostnad av just Can-Am. Intresset minskade i mitten av 1970-talet på grund av ökade kostnader och Lola-bilarnas dominans. Efter 1976 valde SCCA att avveckla F5000-mästerskapet och istället fokusera på Can-Am-serien.

## Vinnare av USA:s F5000-mästerskap
| År   | Förare         | Bil                   |
| ---- | -------------- | --------------------- |
| 1968 | Lou Sell       | Eagle Mk4             |
| 1969 | Tony Adamowicz | Eagle Mk5             |
| 1970 | John Cannon    | McLaren M10B          |
| 1971 | David Hobbs    | McLaren M10B          |
| 1972 | Graham McRae   | McRae GM1             |
| 1973 | Jody Scheckter | Trojan T101 Lola T330 |
| 1974 | Brian Redman   | Lola T332             |
| 1975 | Brian Redman   | Lola T332 Lola T400   |
| 1976 | Brian Redman   | Lola T332C            |